# Zion
Denna artikel handlar om Zion som symbol för svart sionism och rastafari. För det heliga berget Sion i Jerusalem, se Sion.
För andra betydelser, se Zion (olika betydelser).
Zion är enligt Rastafari ett mytologiskt land (jämför Sion). Det är en plats vilken man inom rastafari brukar identifiera som Etiopien eller Afrika som helhet.  Dit kom drottningen av Sheba (Selassies fru) tillsammans med Kung Salomon (Selassie), deras barn och barnbarn föddes i Etiopien. Rastafari använder även lejonen av Judah som symbol. Zion i denna betydelse är aktuell bland kyrkor i södra Afrika, till exempel Zion Christian Church (Zions kristna kyrka), som är Sydafrikas snabbast växande kyrka[källa behövs] med mellan två och sex miljoner medlemmar.
Ordet Zion har samma ursprung som Sion och kan också vara en alternativ stavning av Sion, speciellt bland protestantiska kyrkor.
Zion är ett land som är förgyllt och heligt.